# Dale Dickey
Pour les articles homonymes, voir Dickey.
Dale Dickey, née le 29 septembre 1961 à Knoxville (Tennessee), est une actrice américaine.

## Biographie
Diana Dale Dickey est née le 29 septembre 1961 à Knoxville, Tennessee. Ses parents sont David Dale Dickey et Missy Bradley Dickey.
Elle a un frère, Charles Bradley Dickey et une sœur Frances Hall Dickey.
Elle a étudié à l'Université du Tennessee de 1979 à 1984.

## Filmographie

### Cinéma

#### Longs métrages
- 1995 : L'incroyable histoire vraie de deux filles amoureuses (The Incredibly True Adventure of Two Girls in Love) de Maria Maggenti : Regina
- 1995 : Running Wild de Dee McLachlan : Judith
- 1995 : The Journey of August King de John Duigan : Jenny
- 2000 : Sordid Lives de Del Shores : Glyndora
- 2001 : The Pledge de Sean Penn : Strom
- 2005 : Domino de Tony Scott : Edna Fender
- 2005 : Our Very Own de Cameron Watson : Skillet
- 2006 : Rien que des fantômes (Nichts als Gespenster) de Martin Gypkens : Annie
- 2007 : Take de Charles Olivier : Une femme
- 2008 : L'Échange (Changeling) de Clint Eastwood : Une patiente
- 2008 : Trailer Park of Terror de Steven Goldmann : Daryl
- 2008 : Dark Canvas de Bruce Schwartz : Wilma
- 2008 : Leaving Barstow de Peter Paige : Linda
- 2009 : Escapade fatale (A perfect Getaway) de David Twohy : La vendeuse du magasin
- 2010 : Winter's Bone de Debra Granik : Merab
- 2011 : Super 8 de J. J. Abrams : Edie
- 2011 : Manic de Damian Perkins : La concierge de l'hôtel
- 2012 : Monsieur Flynn (Being Flynn) de Paul Weitz : Marie
- 2012 : Maman, j'ai raté ma vie (The Guilt Trip) d'Anne Fletcher : Tammy
- 2012 : The Yellow Wallpaper de Logan Thomas : Jennie Gilman
- 2012 : The Man Who Shook the Hand of Vicente Fernandez d'Elia Petridis : Denise
- 2012 : Blues for Willadean de Del Shores : Rayleen Hobbs
- 2013 : Iron Man 3 de Shane Black : Mme Davis
- 2013 : Mensonges et Faux Semblants (The Trials of Cate McCall) de Karen Moncrieff : Mme Stubbs
- 2013 : Evidence d'Olatunde Osunsanmi : Katrina Fleishman
- 2013 : C.O.G. de Kyle Patrick Alvarez : Debbie
- 2013 : Lost on Purpose d'Eshom Nelms et Ian Nelms : Retta Lee
- 2013 : Teddy Bears de Thomas Beatty et Rebecca Fishman : Lori
- 2013 : 9 Full Moons de Tomer Almagor : Billie
- 2013 : Dark Around the Stars de Derrick Borte : Rita
- 2013 : Southern Baptist Sissies de Del Shores : Odette
- 2014 : White Bird (White Bird in a Blizzard) de Gregg Araki : Mme Hillman
- 2014 : The Possession of Michael King de David Jung : Beverly
- 2015 : Régression (Regression) d'Alejandro Amenábar : Rose Gray
- 2015 : Ain't It Nowhere de Scott Murphy : Tante Sissie
- 2015 : What Lola Wants de Rupert Glasson : Mama
- 2015 : Waffle Street d'Eshom Nelms et Ian Nelms : Kathy
- 2016 : Blood Father de Jean-François Richet : Cherise
- 2016 : Comancheria de David Mackenzie : Elsie
- 2016 : Poor Boy de Robert Scott Wildes : Deb Chilson
- 2017 : Message from the King de Fabrice Du Welz : Mme Lazlo
- 2017 : Small Town Crime d'Eshom Nelms et Ian Nelms : Leslie
- 2017 : A Very Sordid Wedding de Del Shores : Sissy Hickey
- 2017 : Inheritance de Tyler Savage : Effy Monroe
- 2017 : You're Gonna Miss Me de Dustin Rikert : Zelda Montana
- 2018 : Leave No Trace de Debra Granik : Dale
- 2018 : Bloodline d'Henry Jacobson : Marie
- 2018 : Bella de Sean McGinly : Infirmière Charlotte Warren
- 2018 : Lawless Range de Stan Harrington : Coleen Donnelly
- 2018 : Dead Women Walking d'Hagar Ben-Asher : Rebecca
- 2019 : Wish Man de Theo Davies : Clover
- 2020 : Palm Springs de Max Barbakow : Darla
- 2020 : The Phantoms de Logan Thomas : Jenny Gilman
- 2021 : Flag Day de Sean Penn : Grand-mère Margaret
- 2022 : Sans issue (No Exit) de Damien Power : Sandi
- 2022 : A Love Song de Max Walker-Silverman : Faye
- 2022 : Lavé par le sang (Savage Salvation) de Randall Emmett :  Greta
- 2024 : Horizon : Une saga américaine, chapitre 1 (Horizon: An American Saga – Chapter 1) de Kevin Costner : Mrs. Sykes

#### Courts métrages
- 2011 : Child of the Desert d'Iliana Sosa : Elia
- 2012 : The Happiest Person in America de Sara Israel : Meg
- 2013 : Come Find Me de Carolyn Miller : Mme Sugar
- 2017 : Last Requests de Courtenay Johnson : Maggie

### Télévision

#### Séries télévisées
- 1994 - 1995 : Christy : Opal McHone
- 1995 : The Client : Estelle
- 1996 : Haute Tension (High Incident) : Jane Doe
- 2000 : For Your Love : Une femme
- 2000 : City of Angels : Rose Odalee Greenup
- 2001 : X-Files : Aux frontières du réel (The X-Files) : La garde-chasse
- 2001 : Christy : Choices of the Heart : Opal McHone
- 2003 : Frasier : Mme Grant
- 2003 : Dragnet : La mère de Kathleen Anderson
- 2004 : Shérifs à Los Angeles (10-8 : Officers on Duty) : Tracey Johnson
- 2004 : Les Experts (CSI : Crime Scene Investigation) : Cassie, la serveuse
- 2004 : Urgences (ER) : Mme Price
- 2005 : Numbers : Karen
- 2005 : Close to Home : Juste Cause (Close to Home) : Mme Price
- 2005 : Oui chérie ! (Yes, Dear) : Lulu
- 2005 - 2009 : Earl : Patty
- 2006 : Cold Case : Reba Dautry
- 2006 : Gilmore Girls : Ruthie
- 2006 : Cold Case : Affaires classées (Cold Case) : Reba Dautry
- 2006 : The Closer : L.A. Enquêtes prioritaires (The Closer) : Anna Larson
- 2006 : Justice : Teresa Chandler
- 2007 : Shark : Nancy Padget
- 2007 : Ugly Betty : Shirley
- 2007 : Life : Une femme
- 2008 : Sordid Lives : The Series : Glyndora Roberts
- 2009 : Breaking Bad : La femme de Spooge
- 2010 : Bones : Marsha Vinton
- 2010 : Esprits criminels (Criminal Minds) : Carol
- 2010 : Los Angeles, police judiciaire (Law and Order : Los Angeles) : Sally Ricks
- 2010 : Weeds : Sugarpop
- 2011 : 2 Broke Girls : Elena
- 2012 - 2013 : Raising Hope : Patty
- 2012 - 2013 : True Blood : Martha Bozeman
- 2013 : Grey's Anatomy : Emily "Gasoline" Bennett
- 2013 : Southland : Maureen
- 2013 : C'est moi le chef ! (Last Man Standing) : Dorris
- 2013 : Bonnie & Clyde : Dead and Alive : Cummie Barrow
- 2014 : Sons Of Anarchy : Renee O'Leary Egan
- 2014 : Justified : Judith
- 2014 : The Middle : Sandy
- 2015 : Backstrom : Juge Nunn
- 2015 : Documentary Now ! : Joelle Fellweather
- 2016 : Better Things : Jace
- 2017 : Vice Principals : Nash
- 2017 : Shameless : Tante Ronnie
- 2017 - 2018 / 2022 : Claws : Juanda Husser
- 2018 : Into the Dark : Red
- 2019 : Unbelievable : RoseMarie
- 2019 : Why Women Kill : Ruby Jenkins
- 2019 : Room 104 : Sharon
- 2019 : I Am the Night : Mary
- 2020 : Them : Une femme
- 2022 : Une équipe hors du commun (A League of Their Own) : Beverly
- 2024 : Fallout : Ma June

#### Téléfilms
- 1995 : Cagney & Lacey : Together Again de Reza Badiyi : Gloria
- 1997 : Prison of Secrets de Fred Gerber : Harriet
- 2000 : Christy - Au cœur du souvenir (Christy : The Movie) de Chuck Bowman : Opal McHone
- 2009 : Princess Protection Program d'Allison Liddi-Brown : Helen
- 2010 : All Signs of Death d'Alan Ball : Thea

## Voix francophones
En France, Odile Schmitt est la voix régulière de Dale Dickey, jusqu'à son décès en 2020. Depuis, Cathy Cerdà lui a succédé, lui prêtant sa voix à onze reprises.

## Distinctions
- 2011: Independent Spirit Awards - Meilleure actrice dans un second rôle pour Winter's Bone